# Partido de la Unión, la Solidaridad y el Desarrollo
El Partido de la Unión, la Solidaridad y el Desarrollo (en birmano: ပြည်ထောင်စုကြံ့ခိုင်ရေး နှင့် ဖွံ့ဖြိုးရေးပါတီ; abreviado USDP), es un partido político birmano que fue registrado el 8 de junio de 2010 y actualmente se encuentra en la oposición, aunque ahora ocupa de facto funciones de gobierno (en forma de gobierno provisional) tras un golpe de Estado dado el 1 de febrero de 2021. Es el sucesor de la organización de masas del Consejo de Estado para la Paz y el Desarrollo, la Asociación de la Unión, la Solidaridad y el Desarrollo. Fue dirigido por el expresidente Thein Sein hasta 2013, y su sede está en el municipio de Dekkhinathiri en Naypyidaw.
Es conocido por sus estrechos vínculos con el ejército y también la mayoría de los funcionarios del partido son exmilitares.
En las elecciones generales de 2020, el USDP obtuvo 7 senadores y 26 escaños en la Cámara de Representantes.